# 莫愁湖公園

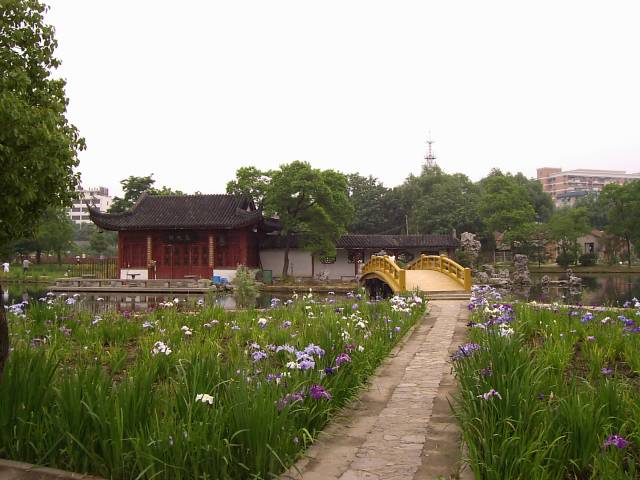
莫愁湖公園

莫愁湖公園（ばくしゅうここうえん）は、中華人民共和国南京市建鄴区の北端に位置している公園。
莫愁湖公園には有名な莫愁の伝説が残る公園であり、伝説によれば南斉年間、洛陽に莫愁という女性がおり、家が貧しく父の死後に身を売って葬儀を行った。ちょうど建業より洛陽を訪れたある富豪が莫愁の美しさに引かれ莫愁を身請けする。しかし、莫愁は故郷を懐かしみ湖に身を投げる。明代には朱元璋と中山王徐達がこの地で碁を打ったとの伝説も残る。
公園内には1982年3月に江蘇省文物保護単位に指定され、孫文が「建国成仁」と題字した粤軍陣亡将士墓がある。莫愁湖公園周辺には南京大虐殺紀念館がある。

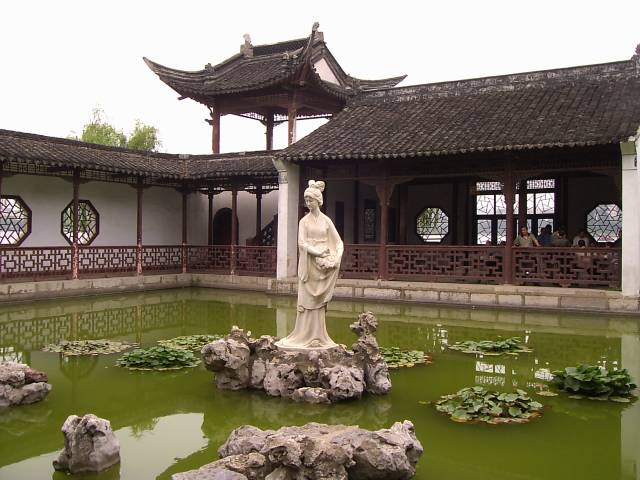
莫愁の像
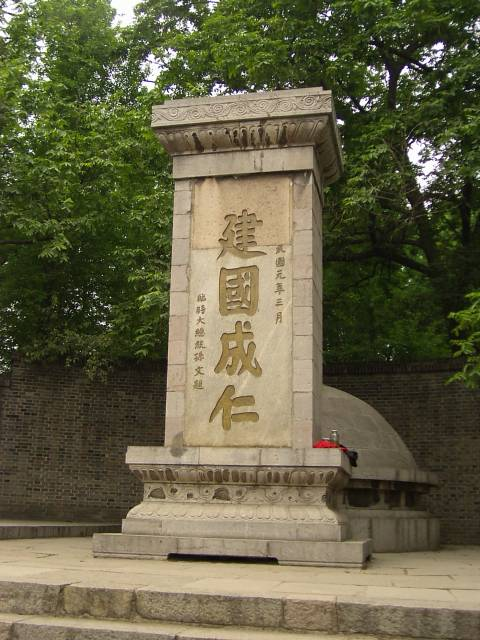
粤軍陣亡将士墓
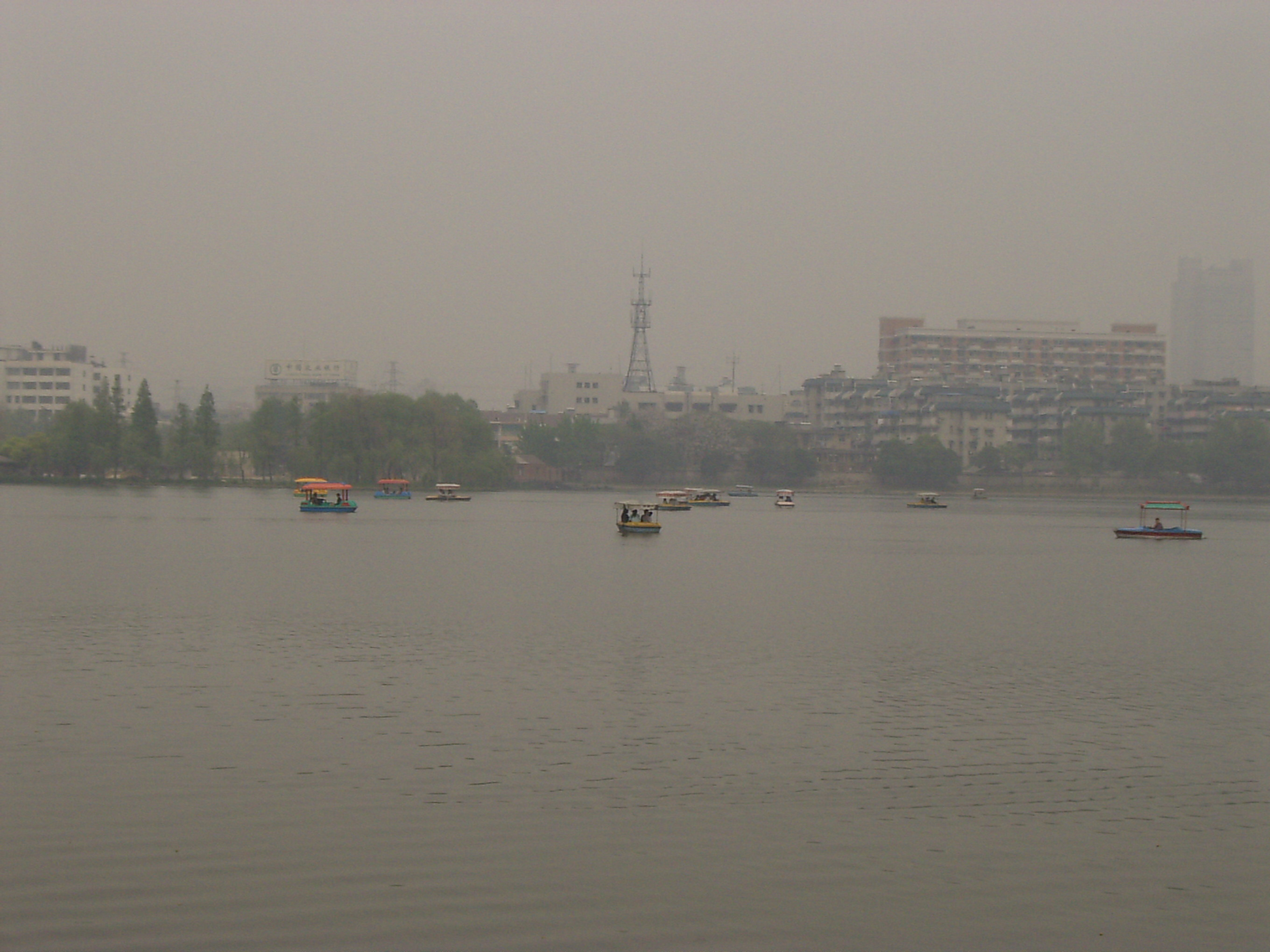
莫愁湖

## 入場料
35元（2016年4月）・年間パスポート60元